# Myoxanthus conceicionensis
Myoxanthus conceicionensis är en orkidéart som beskrevs av M.Frey och N.Sanson. Myoxanthus conceicionensis ingår i släktet Myoxanthus och familjen orkidéer. Inga underarter finns listade i Catalogue of Life.